# Castilleja rigida
Castilleja rigida är en snyltrotsväxtart som beskrevs av Eastwood. Castilleja rigida ingår i släktet målarborstar, och familjen snyltrotsväxter. Inga underarter finns listade i Catalogue of Life.